# Сибиряк (Тюменская область)
Сибиряк (до 1963 года — деревня Соляная) — посёлок в Тобольском районе Тюменской области России. Входит в состав Прииртышского сельского поселения.

## Географическое положение
Расположен на правом берегу реки Иртыш, в 14 км от районного центра и в 7 км от центра поселения. Находится в границах государственного заказника «Абалакский природно-исторический комплекс».

## История
В 1963 году указом Президиума Верховного Совета РСФСР деревня Соляная Тобольского сельского района переименована в посёлок Сибиряк.

## Население
| 2010 |
| ---- |
| 288  |

## Инфраструктура
Уличная сеть населённого пункта насчитывает 9 улиц. Посёлок газифицирован. Рядом расположено действующее православное кладбище.

## Достопримечательности
В 5-6 км к востоку от посёлка, на берегу реки Иртыш, находится археологический памятник «Кучумово городище».